# Hideki Taniuchi
Hideki Taniuchi  (タニウチ ヒデキ?, Taniuchi Hideki) (Hokkaidō, 15 novembre 1972) è un compositore e arrangiatore giapponese.
Principalmente noto per la colonna sonora di Death Note, Real Drive, Akagi e Kaiji, compose anche musiche usate in Aoi Bungaku e nell'"Heian Arc" dell'anime Otogi Zoshi. Suonò come chitarrista nella rock band Shocking Lemon, autrice della sigla di Hajime no Ippo.
Nel maggio 2012, Taniuchi venne arrestato nella Prefettura di Kanagawa per possesso di marijuana.

## Opere
- Otogi Zoshi Heian Arc (2004–2005)[3]
- Tōhai Densetsu Akagi: Yami ni Maiorita Tensai (2005–2006)[4]
- Death Note (con Yoshihisa Hirano) (2006–2007)[5]
- Gyakkyō Burai Kaiji: Ultimate Survivor (2007–2008)[6]
- Real Drive (con Yoshihisa Hirano) (2008)[7]
- Aoi Bungaku (episodi 1–8, 11–12) (2009)[8]
- Gyakkyō Burai Kaiji: Hakairoku-hen (2011)[9]